# Lista de presidentes do Tribunal de Justiça de Mato Grosso
Esta é uma lista de presidentes do Tribunal de Justiça de Mato Grosso, fazem parte todos os magistrados que já ocuparam o cargo de presidente.
- Ângelo Francisco Ramos (1874-1875)
- Luíz Barbosa Accioli De Brito (1875-1876)
- Alexandre Pinto Lobão (1876)
- Victorino do Rego Toscano Barreto (1876-1878)
- Daniel Luiz Rosa (1878-1879)
- Jesuíno de Souza Martins (1879-1881)
- Alfredo José Vieira (1881)
- Manoel Maria Do Amaral (1881)
- João Augusto de Pádua Fleury (1881-1882)
- José De Araújo Brusque (1882)
- Antônio Gonçalves Gomide (1882-1883)
- José Da Mota Azevedo Corrêa (1883)
- João Francisco Da Silva Braga (1883)
- Antônio Gonçalves Gomide (1883-1886)
- Serapião Eusébio De Assumpção (1886-1887)
- Antônio Gonçalves Gomide (1887-1897)
- Alfredo José Vieira (1891)
- José Maria Metello (1891-1892)
- João Martins França (1892)
- José Maria Metello (1892-1893)
- João Martins França (1893-1897)
- Benedicto Chrispiniano De Souza (1897)
- João Martins França (1897-1901)
- Luiz da Costa Ribeiro (1901)
- João Martins França (1901-1903)
- Luiz da Costa Ribeiro (1903-1904)
- João Martins França (1904-1905)
- Custódio Asclepíades de Moura (1905-1907)
- João Martins França (1907)
- Joaquim Pereira Ferreira Mendes (1907-1912)
- Custódio Asclepíades de Moura (1912-1914)
- Salvador Celso de Albuquerque (1914-1916)
- Joaquim Pereira Ferreira Mendes (1916-1917)
- Bartholo da Nóbrega Dantas (1917-1918)
- Joaquim Pereira Ferreira Mendes (1918)
- Luiz Alves da Silva Carvalho (1918-1919)
- Joaquim Pereira Ferreira Mendes (1919-1920)
- Luiz Alves da Silva Carvalho (1920-1921)
- Joaquim Villela de Oliveira Marcondes (1920-1922)
- Salvador Celso de Albuquerque (1921)
- Luiz Alves da Silva Carvalho (1922-1923)
- Salvador Celso de Albuquerque (1923-1924)
- Joaquim Villela de Oliveira Marcondes (1924-1927)
- Bartholo da Nóbrega Dantas (1927-1930)
- José Barnabé de Mesquita (1930-1941)
- Amarílio Novis (1941-1942)
- Oscarino Ramos (1942-1943)
- Albano Antunes de Oliveira (1943-1944)
- Amarílio Novis (1944-1945)
- Olegário Moreira de Barros (1945)
- Oscarino Ramos (1945-1946)
- Albano Antunes de Oliveira (1946-1947)
- Francisco Bianco Filho (1947)
- Benedito Leite de Campos (1947-1948)
- Ernesto Pereira Borges (1948-1949)
- Hélio Ferreira de Vasconcelos (1949-1950)
- Ernani Lins da Cunha (1950)
- Ernesto Pereira Borges (1950-1951)
- Mário Corrêa da Costa (1951-1952)
- Hélio Ferreira de Vasconcelos (1952-1953)
- António de Arruda (1953-1954)
- Hélio Ferreira de Vasconcelos (1954-1955)
- Mário Corrêa da Costa (1955)
- Flávio Varjão Congro (1955-1956)
- António de Arruda (1956-1957)
- Mário Corrêa da Costa (1957)
- Cezarino Delfino César (1957-1958)
- António de Arruda (1958-1959)
- Mário Corrêa da Costa (1959-1960)
- Flávio Varjão Congro (1960-1962)
- Cezarino Delfino César (1962-1963)
- José Barros do Valle (1963-1964)
- João Luís da Fonseca (1964-1965)
- Willian Drosghic (1965-1966)
- Gervásio Leite (1966-1967)
- Cezarino Delfino César (1967)
- Leão Neto do Carmo (1967-1969)
- Willian Drosghic (1969-1970)
- João Antonio Neto (1970-1971)
- Domingos Sávio Brandão Lima (1971-1972)
- Oscar César Ribeiro Travassos (1972-1973)
- Milton Armando Pompeu de Barros (1973-1975)
- Domingos Sávio Brandão Lima (1975-1977)
- Mauro José Pereira (1977-1979)
- Otair da Cruz Bandeira (1979-1981)
- Atahide Monteiro da Silva (1981-1983)
- Benedito Pereira do Nascimento (1983-1985)
- Ernani Vieira de Souza (1985-1987)
- Odiles Freitas Souza (1987-1989)
- José Vidal (1989)
- Flávio José Bertin (1989-1991)
- Shelma Lombardi de Kato (1991-1993)
- Salvador Pompeu de Barros Filho (1993-1995)
- Licínio Carpinelli Stefani (1995-1997)
- Benedito Pompeu de Campos Filho (1997-1999)
- Wandyr Clait Duarte (1999-2000)
- Munir Feguri (2000-2001)
- Leônidas Duarte Monteiro (2001-2003)
- José Ferreira Leite (2003-2005)
- José Jurandir de Lima (2005-2007)
- Paulo Inácio Dias Lessa (2007-2009)
- Mariano Alonso Ribeiro Travassos (2009-2010)
- José Silvério Gomes (2010-2011)
- Rubens de Oliveira Santos Filho (2011-2013)
- Orlando de Almeida Perri (2013-2015)
- Paulo da Cunha (2015-2016)
- Rui Ramos Ribeiro (2017-2018)
- Carlos Alberto Alves da Rocha (2019-2020)
- Maria Helena Gargaglione Póvoas (2021 - 2022)
- Clarice Claudino da Silva (2023 - atual)